# Posttranskripční modifikace
Posttranskripční modifikace je sled několika biochemických procesů, které následují u eukaryot po transkripci DNA do RNA. V rámci těchto procesů je tzv. pre-RNA (surová RNA vytvořená RNA polymerázou) upravena a vzniká tzv. mature RNA. Známá je především úprava surové mRNA, která předchází vlastní syntéze proteinů na ribozomech.

## Posttranskripční modifikace mRNA
Pre-mRNA prochází brzy po svém vzniku třemi základními úpravami, a to nejprve přidáním guanosinové čepičky na 5' konec mRNA, na druhý konec je přidán poly(A) konec a nakonec prochází tato mRNA sestřihem (splicing).

### Přidání čepičky
Na 5' konec mRNA je bezprostředně po transkripci tohoto konce přidán 7-methylguanosin. Nejprve však musí být enzymem fosfatázou odstraněn terminální fosfát,

### Přidání poly (A) konce a další úpravy na 3' konci
Na druhém konci mRNA je vystřihnuta část 3' konce a je nahrazena asi dvěma sty adeninových zbytků. Tím vzniká tzv. poly (A) konec.

### Splicing
Při procesu zvaném splicing jsou z mRNA odstraněny introny, tedy části řetězce, které nekódují protein. V mRNA tak zbudou jen tzv. exony.